# أسترونوميكا (مانيليوس)
أسترونوميكا (بالإنجليزية: Astronomica)، وتعرف أيضًا بـ «أسترونوميكون» أو القصيدة الفلكية، هي قصيدة تعليمية لاتينية عن الظواهر الفلكية، وهي مكتوبة على وزن سداسي التفاعيل ومُقسّمة على خمسة أجزاء. كُتبت الأسترونوميكا في الفترة بين عامي 30 إلى 40 للميلاد من قبل الشاعر الروماني ماركوس مانيليوس، والذي لا تتوفر عنه العديد من المعلومات؛ فلا توجد أي أعمال باقية تذكره بشكل صريح بالرغم من وجود بعض الأدلة على قراءة قصيدته بواسطة عدد من الكُتاب الرومان.
تُعتبر أسترونوميكا أول عمل شامل ومتعمق وباقٍ بشكل شبه كامل في علم التنجيم، إذ إنها تصف الظواهر الفلكية مع التركيز بشكل خاص على الأبراج الفلكية وعلم التنجيم. تتبنى القصيدة -التي تبدو وكأنها متأثرة بقصيدة لوكريتيوس الإبيقورية المسماة في طبيعة الأشياء- نظرة رواقية وحتمية  للكون المحكوم بالمنطق والمراقَب بواسطة الإله. توجد صفحة بيضاء فارغة بالكتاب الخامس من القصيدة، وهو ما أثار جدلًا حول الحجم الأصلي لهذه القصيدة؛ إذ ظن بعض الأدباء أن السلسلة بأكملها فُقدت على مر السنين، بينما يعتقد البعض الآخر أن الجزء المفقود لا يمثل إلا قطاعًا صغيرًا من هذا العمل الأدبي.
أُعيد اكتشاف هذه القصيدة في الفترة بين عامي 1416 و1417 بواسطة الأديب الإيطالي والإنساني بوجيو براشيوليني، والذي كان يملك نسخة مكتوبة بالنص الذي اشتُقت منه النصوص الحديثة. قُرئت الأسترونوميكا، وعُلق عليها، ونُسقت بواسطة العديد من الأدباء بعد إعادة اكتشافها. ومع ذلك، فشلت في أن تكون قصيدة رائجة مثل بقية القصائد اللاتينية الكلاسيكية الأخرى، وأُهملت لمدة تصل إلى عدة قرون. بدأ هذا في التغير خلال أوائل القرن العشرين حين نشر الأديب الكلاسيكي آلفرد إدوارد هاوسمان طبعة مميزة للقصيدة في خمسة كتب نالت استحسان القراء، وذلك في الفترة بين عامي 1903 و1930. تُبع عمل هاوسمان بعمل الأديب المتخصص في اللاتينية جورج باتريك غولد، والذي أُشيد بترجمته الإنجليزية للقصيدة عام 1977. والآن، يعتبر الأدباء الأسترونوميكا قصيدة متخصصة للغاية، بالإضافة إلى اعتبارها معقدة ومتناقضة أحيانًا. في الوقت نفسه، يمدح البعض قدرة مانيليوس على ترجمة المفاهيم الفلكية شديدة التخصص والحسابات الرياضياتية المعقدة إلى قصيدة شعرية.

## التأليف والتاريخ
تُعتبر الهوية الحقيقية لمؤلف الأسترونوميكا أمرًا محيرًا، لعدم وجود أي مصادر رومانية حديثة تذكر اسمه، ولكن ربما يكون اسمه ماركوس مانيليوس. أدت هذه الحيرة إلى الاعتقاد الخاطئ أن ماركوس مانيليوس هو مانيليوس أنطيوخوس (الذي عاش منذ مئة عام قبل الميلاد، والمذكور في موسوعة التاريخ الطبيعي بواسطة بلينيوس الأكبر)، أو فلافيوس ماليوس ثيودوروس (الذي عُرف في الفترة بين عامي 376 و409 للميلاد، وكان قنصلًا رومانيًا في عام 399)، أو بوثيوس (السيناتور الروماني في القرن الميلادي السادس، ومؤلف العمل الفلسفي عزاء الفلسفة، والذي كان اسمه الكامل أنيكيوس مانيليوس سيفيرينوس بوثيوس). يدّعي البعض أن مانيليوس لم يكن رومانيًا، بالرغم من أن القصيدة تشير إلى أن كاتبها مواطن مقيم في روما، وتعتقد كاثرينا فولك، الأديبة اللاتينية المتخصصة في أدب مانيليوس، أن هذا الاعتقاد قائم بشكل عام على الافتراض بضعف الأسلوب اللاتيني للشاعر، أو تمني البعض في أن يكون مانيليوس عضوًا بالوسط الفكري اليوناني في روما. طرح كل من الأديب الكلاسيكي فريدريك جاكوبس بالقرن التاسع عشر والمؤرخ بول مونسو فكرة أن يكون مؤلف القصيدة أفريقيًا، وهذا استنادًا إلى أسلوب كتابته بشكل كبير، إذ قالوا إنه يشبه أسلوب الكُتاب الأفارقة الآخرين. عارضت فولك وجهة النظر تلك، إذ ترى أن مانيليوس يكتب من منظور روماني تقليدي ويستعين بأمثلة من التاريخ الروماني لتوضيح بعض الأمور التنجيمية الفلكية التي يناقشها.
أُثير جدل بشأن تاريخ كتابة هذا العمل أيضًا. يُعتبر المرجع الواضح الوحيد لأحد الأحداث التاريخية بالقصيدة هو معركة غابة تويتوبورغ، التي انتهت بهزيمة نكراء لروما أجبرتها على الانسحاب من جرمانية في العام الميلادي التاسع. افترض الأدباء ثلاث فرضيات بشأن تاريخ القصيدة: تفترض الأولى أنها كُتبت بالكامل في عهد الإمبراطور أغسطس، الذي حكم في الفترة بين العام السابع والعشرين قبل الميلاد والعام الرابع عشر الميلادي، وتفترض الثانية أنها كُتبت خلال عهدي أغسطس وتيبيريوس معًا، والذي حكم من عام 14 إلى عام 37 للميلاد، وتفترض الأخيرة أنها كُتبت في عهد الإمبراطور تيبيريوس فقط. حازت أول فرضية على قبول الأدباء في الفترة منذ عصر النهضة إلى القرن التاسع عشر، بينما رأى كارل لاخمان أنه من الأكثر منطقية أن يكون تيبيريوس هو الإمبراطور المُشار إليه في القصيدة. بدأ بعض الأدباء مثل آلفرد إدوارد هاوسمان في بداية القرن العشرين يستحسنون فرضية كتابة أول كتابين خلال عهد أغسطس، وآخر كتابين خلال عهد تيبيريوس، واعتبار الكتاب الثالث غير مؤرخ. لم يُحسم هذا الجدل حتى الآن، بالرغم من رؤية فولك أن تاريخ القصيدة يرجع إلى الفترة بين العام العاشر والعام العشرين للميلاد.

## التأثير
كثيرًا ما كان مانيليوس يقلد أسلوب لوكريتيوس في الكتابة، والذي كتب القصيدة التعليمية في طبيعة الأشياء. اقترح بعض الأدباء الكلاسيكيين أن مانيليوس ربما سعى ليحاكي عمل لوكريتيوس في كتابته لستة كتب، ولكن لا توجد أدلة كافية لإثبات صحة هذه الفرضية، فهي مجرد فرضية تخمينية. وبالرغم من تبني لوكريتيوس للفلسفة الإبيقورية (التي تشدد على المادية والتشكيك في الخرافات والتدخلات الإلهية)، نجد أن عمل مانيليوس كان رواقيًا بشكل كبير، إذ إنه يدعم المعتقدات اليونانية-الرومانية المتعلقة بالخلق، بالإضافة إلى الإيمان بحتمية القضاء والقدر. رأى كل من فولك والأديب ديفيد باترفيلد المتخصص في أدب لوكريتيوس أن مانيليوس كان مناهضًا لفلسفة لوكريتيوس من عدة جوانب، هذا بالإضافة إلى الجدل السابق المُثار حول أسلوب تقديم الأسترونوميكا للكون المنظم الذي يحكمه القدر، وهو ما يناهض فكرة الكون العشوائي الموضحة بواسطة لوكريتيوس الذي سبقه في الكتابة. يصيغ مانيليوس أحيانًا المواقف الفلسفية في كتابته معتمدًا على طريقة بناء الفعل: فيستخدم مانيليوس صيغة الفعل المبني للمعلوم لينقل فكرة القصدية التي يراها في فلسفة الخلق، فعلى سبيل المثال من قصيدته: «الإله والمنطق، الذي يحكم كل الأشياء، ويرشد الحيوانات بالأرض، والأبراج بالسماء»، وهذا بخلاف لوكريتيوس الذي غالبًا ما يستخدم صيغة الفعل المبني للمجهول لينقل فهمه عن الطبيعة. وعلاوة على ذلك، استخدم لوكريتيوس قصيدته في طبيعة الأشياء ليقدم تفسيرًا غير إلهيٍّ عن الخلق، ولكن كان مانيليوس مؤمنًا بفلسفة الخلق وغير مؤمن بالمادية والتطور، فكثيرًا ما كان يستخدم مصطلحات «الروح الواحدة»، و«القوة الإلهية»، و«الخالق»، و«الإله» على مدار قصيدته. تأثرت الأسترونوميكا بكتاب التحولات للشاعر أوفيد، والإنيادة للشاعر فرجيل، والوقائع للشاعر إينيوس، وبالشاعر اليوناني التعليمي أراطوس. كان تأثير أراطوس ملحوظًا بشكل كبير على مانيليوس، ويبدو أن مانيليوس استند بشكل كبير في كتابه الأول إلى أجزاء من كتاب الظواهر لأراطوس. وبالرغم من تأثره بأسلوب أراطوس، يختلف مانيليوس عنه في طريقة تعبيره عن الكون؛ إذ يركز أراطوس على الوصف التصويري، بينما يشدد مانيليوس على الجوانب العلمية من قصيدته. تُعتبر معرفة مانيليوس المباشرة بقصيدة أراطوس، أو استخدامه ترجمةَ شيشرون أو أوفيد أو جرمانيكوس لها من الأمور غير المؤكدة. نالت فكرة تأثره بجرمانيكوس قبولًا بين العديد من أدباء القرن الحادي والعشرين مثل دورا ليوتزي وإيما جي. يكتب فولفغانغ هيوبنر عن علاقة مانيليوس بجرمانيكوس: «تُعتبر الأصداء القليلة لترجمة جرمانيكوس لكتاب أراطوس بالأسترونوميكا غير كافية لنا لنحدد أي منهما تأثر بالآخر، أو ما إذا كان كل عمل منهما متأثرًا بالآخر بشكل مستقل».
تذكر الأسترونوميكا الشاعر الملحمي هوميروس وتصفه بالشاعر الأعظم، بالإضافة إلى الشاعر هسيودوس التي تصفه بأنه الشاعر الأقرب لهوميروس، وتشير أيضًا إلى العديد من الشعراء اليونانيين مثل أبولونيوس الرودسي، وتشوريلوس من مدينة إياسوس، وتشوريلوس الساموسي، وإسخيلوس. تحتوي القصيدة أيضًا على تلميحات مباشرة لقصيدة الوقائع للشاعر إينيوس، والتي تعتبر العمل الأدبي اللاتيني الوحيد المُشار إليه بالأسترونوميكا وفقًا للأديب جورج باتريك غولد.